# Schizolaena tampoketsana
Schizolaena tampoketsana är en tvåhjärtbladig växtart som beskrevs av Lowry, G. E. Schatz, J.-f. Leroy och A.-e. Wolf. Schizolaena tampoketsana ingår i släktet Schizolaena och familjen Sarcolaenaceae. Inga underarter finns listade i Catalogue of Life.